# Павильон № 25 «Нефтяная промышленность» на ВДНХ
Павильон «Нефтяная промышленность» — 25-й павильон ВДНХ, построенный в 1953—1954 годах. Изначально носил название «Сахарная свёкла», в 1956—1957 годах — «Сахар», в 1958 году — «Геология, нефть, газ», в 1959—1963 годах — «Нефть, газ», в 1963—1964 годах — «Топливная промышленность».

## История
Первый павильон «Сахарная свёкла» был построен в 1936—1938 годах по проекту архитектора И. Макавеева на месте существующего. Интерьеры создавал художник Ефим Ладыженский. В 1938 году Александр Дейнека для павильона выполнил эскизы монументального панно «Широка страна моя родная», ещё одно панно «Прием работников свекловичных полей в Кремле» исполнил Владимир Серов. Рядом с павильоном действовал миниатюрный сахарный завод, где посетители могли увидеть все этапы переработки сырья в сахар: от мойки, резки, измельчения свёклы до варки сока, выпаривания, обеления и упаковки готового сахара-песка. При послевоенной реконструкции выставки в 1950 году павильон был снесён. 
Ныне существующий павильон был построен в 1953—1954 годах по проекту архитекторов Алексея Тация, И. М. Тамаркина и С. С. Ганешина в стиле сталинского ампира. Центральный фасад павильона завершён треугольным фронтоном, который украшен лепниной с узорами, изображающими стебли и листья сахарной свёклы. К главному входу пристроена лоджия с ризалитами крытых колонных галерей по бокам; аркады галерей продолжаются на боковых фасадах павильона.
На момент постройки в павильоне была размещена экспозиция «Сахарная свёкла», рассказывавшая о достижениях в области советского свекловодства. Демонстрировались образцы различных сортов свёклы, удобрений, средств для борьбы с вредителями. Также выставлялись стенды, где рассказывалось о расширении географии свекловодства и о развитии самой отрасли. Действовал кинозал, в котором показывались научно-популярные и документальные фильмы соответствующей тематики. На участке рядом с павильоном были обустроены небольшие грядки, на которых в демонстрационных целях выращивалась свёкла. В 1956 году павильон получил название «Сахар», и тематика экспозиции была смещена со свёклы на конечный пункт её переработки — сахар. В 1955 году рядом с павильоном был установлен бюст Герою социалистического труда Анне Кошевой.
В 1958 году тематика павильона была полностью изменена, и в нём разместилась экспозиция «Геология, нефть, газ». В дальнейшем данная тематика в целом сохранялась, несколько раз смещая акценты: в 1959 году эта экспозиция лишилась первого раздела и, соответственно, стала называться «Нефть, газ», в 1963—1964 годах носила название «Топливная промышленность», а с 1964 года — «Нефтяная промышленность». Экспозиция была посвящена добыче, транспортировке и переработке нефти. Часть экспозиции демонстрировалась на улице, на демонстрационной площадке рядом с павильоном, где были выставлены модели нефтедобывающей техники. В постсоветские годы экспозиция была упразднена. В 2017 году началась реставрация павильона, после завершения которой в 2019 году в павильоне открылась интерактивная экспозиция «Нефть».